# Ramón Buenaventura
Ramón Buenaventura Sánchez Paños (Tánger, 25 de junio de 1940) es un escritor, poeta, novelista y traductor literario español.

## Biografía
Estudió en las facultades de Derecho y de Ciencias Políticas de la Universidad Complutense de Madrid, la Escuela Oficial de Idiomas, la Escuela de Psicología, la Escuela de Funcionarios Internacionales de la Escuela Diplomática de Madrid y en diversos centros especializados en mercadotecnia y administración de empresas.
Hasta septiembre de 2009 fue profesor de traducción directa del inglés y de lengua española en el CES Felipe II de Aranjuez, UCM. Durante muchos años fue profesor de traducción literaria en el Instituto de Traductores de la Facultad de Filología (UCM) y en 2010-2011 dirigió la cátedra de escritura creativa de la Universidad Europea de Madrid.
Es autor de siete libros de poesía, cuatro novelas, un volumen de relatos, una biografía de Arthur Rimbaud, una antología de la joven poesía española escrita por mujeres; ha traducido —entre otros— a Arthur Rimbaud, Prosper Mérimée, Alain-Fournier, Sylvia Plath, Anthony Burgess, Kurt Vonnegut, Philip Roth, Jonathan Franzen, Don DeLillo, Francis Scott-Fitzgerald. Vive en Pozuelo de Alarcón, Madrid.

## Obras

### Poesía
- Cantata Soleá. Madrid, Hiperión, 1978
- Tres movimientos. Madrid, Hiperión, 1981.
- Los papeles del tiempo. Madrid, Hiperión, 1984.
- Vereda del gamo. Madrid, Hiperión, 1984.
- Las Diosas Blancas - Antología de la joven poesía española escrita por mujeres. Madrid, Hiperión, 1985, 2ª ed. 1986; trad. francesa, Les Déesses Blanches, Noël Blandin, 1989.
- El abuelo de las hormigas. Madrid, Hiperión, 1986.
- Eres. Barcelona, Plaza & Janés, 1989 (Premio Miguel Labordeta).
- Teoría de la sorpresa. Madrid, Libertarias, 1992.
- Los poemas de León Aulaga (incluido en la novela El año que viene en Tánger, véase más abajo).
- Poemas casi todos ya 1956-2014 (edición PDF, véase página web, «Librillo de apuntes»).
- Tal vez vivir (antología poética; selección y prólogo de Isabel Giménez Caro). Editorial Universidad de Almería, Almería, 2019.

- Su obra poética está incluida en las antologías siguientes:

- Mari Pepa Palomero, Poetas de los 70 - Antología de la poesía española contemporánea. Madrid, Hiperión, 1987.
- Pedro Provencio, Poéticas. Madrid, Hiperión, 1988.
- Eugène van Itterbeek, Le poète et son lecteur - The Poet and His Reader. Leuven, Leuvense Schrijversaktie, 1988.
- Pedro Provencio, Anthologie de la moderne poésie espagnole. Edición bilingüe, Universidad de Lyon, Lyon, 1994.
- Marcel Hennart, Poésie des régions d’Europe: D’une Espagne à l’autre. Namur (Bélgica), Sources, 1995.
- Luis A. Ramos García, A Bilingual Anthology of Contemporary Spanish Poetry. Mellen Press (Estados Unidos), 1997.
- Jesús Munárriz, Un siglo de sonetos. Hiperión, Madrid, 2000.
- Pedro Provencio, Antología de la poesía erótica española e hispanoamericana. Madrid, Edaf, 2003.
- Ángel Luis Luján Atienza, Otros caminos de la poesía española de los 70. Madrid, Ediciones Rilke, 2021.

### Prosa
- Ejemplo de la dueña tornadiza. Madrid, Hiperión, 1981.
- Arthur Rimbaud - Esbozo biográfico. Madrid, Hiperión, 1984.
- Finisterre: Sobre viajes, travesías, navegaciones y naufragios. Ciclo de conferencias organizado por la Universidad Internacional Menéndez y Pelayo. Ramón Buenaventura: «Viaje por la droga»; otros doce autores.
- El año que viene en Tánger (novela), Editorial Debate, 1998. Tercera edición, enero de 1999. Premio Ramón Gómez de la Serna, Villa de Madrid, a la mejor novela en lengua española publicada en 1998. [VOLUMEN I DE EL CUARTETO DE TÁNGER.]
- Las respuestas: lo que usted siempre quiso preguntar sobre internet. Madrid, Debate, 1999.
- El corazón antiguo (novela). Madrid, Debate, 2000. [VOLUMEN II DE EL CUARTETO DE TÁNGER.]
- La memoria de los peces (relatos). Barcelona, Muchnik Editores, 2001.
- Historia(s) de la(s) fotografía(s) (Ramón Buenaventura: «El abuelo en la pared», más otros dieciocho autores), libro editado por Rafael Doctor Roncero y Sara Rosenberg. Taller de Arte-Miriam de Liniers, Madrid, 2002.
- El último negro (novela). Madrid, Alianza Editorial, 2005. VI Premio Fernando Quiñones de Novela. [VOLUMEN III DE EL CUARTETO DE TÁNGER.]
- El Quijote - Instrucciones de uso. Edición y prólogo de Juan Francisco Ferré (Ramón Buenaventura: «Rodríguezmarinado», más otros veintiocho autores). e.d.a libros Benalmádena (Málaga), 2005.
- Cada vez lo imposible - Dieciséis relatos sobre la empresa de la vida (Ramón Buenaventura: «Currículum vitae», más otros quince autores). Madrid, Alianza Editorial, 2005.
- NWTY (novela). Madrid, Alianza Editorial, 2013. [VOLUMEN IV DE EL CUARTETO DE TÁNGER.]
- El Quijote - A través del espejo. Edición y prólogo de Juan Francisco Ferré (Ramón Buenaventura: «4+2», más otros veintiocho autores). e.d.a libros Benalmádena (Málaga), 2016.

### Títulos traducidos

#### Del francés
- René Gendarme, La pobreza de las naciones (La Pauvreté des Nations). Madrid, Imprenta del B.O.E, 1966.
- Arthur Rimbaud, Una temporada en el infierno (Une Saison en Enfer). Madrid, Hiperión, 1982 (varias ediciones). Traducción, introducción y notas. Texto bilingüe.
- Arthur Rimbaud, Iluminaciones, seguido de Cartas del vidente (Illuminations, suivi des Lettres du Voyant). Madrid, Hiperión, 1984 (varias ediciones). Traducción, introducción y notas. Texto bilingüe.
- P. Mérimée, Carmen. Madrid, Hiperión, 1986. Traducción, introducción y notas.
- Isidore Ducasse, «Comte de Lautréamont», Obras completas. Introducción, traducción y notas. En colaboración con Elena Cano e Íñigo Sánchez Paños. Pendiente de publicación.
- Nicole Loraux, Maneras trágicas de matar a una mujer (Façons tragiques de tuer une femme). Madrid, Visor, 1989.
- Lucien Dällenbach, El relato especular - Ensayo sobre la «Mise en abyme» (Le Récit spéculaire - Essai sur la mise en abyme). Madrid, Visor, 1991.
- René Belletto, La máquina (La Machine). Madrid, Mondadori, 1991.
- Arthur Rimbaud, Iluminaciones - Una temporada en el infierno (Madrid, Mondadori, 1991); nueva traducción, introducción y notas.
- Laurent Chalumeau, Fuck. Madrid, Alfaguara, 1993.
- Louis Guilloux, La sangre negra (Le Sang noir). Libros El Aleph, Península, Barcelona, 2002. Premio Stendhal a la mejor traducción del francés publicada en 2002.
- Alain-Fournier, Meaulnes el grande (Le grand Meaulnes). Alianza, 2012.

#### Al francés
- Ramón Buenaventura, Les Déesses Blanches (Las Diosas Blancas). París, Noël Blandin, 1989; con Elena Michèle Cano e Íñigo Sánchez Paños.
- Ramón Buenaventura, Six poèmes, para la antología Le Poète et son Lecteur - The Poet and His Reader. Lovaina, Leuvense Schrijversaktie, 1988.

#### Del inglés
- Michael Moorcock, Dios Salve a la Reina (The Great Rock'n'Roll Swindle). Madrid, Júcar, 1980.
- Sylvia Plath, Ariel (Ariel). Madrid, Hiperión, 1985 (varias ediciones). Traducción, introducción y notas. Edición bilingüe.
- Anthony Burgess, El reino de los réprobos (The Kingdom of the Wicked). Barcelona, Edhasa, 1988.
- Wallace Stevens, Nueve poemas, revista El Urogallo, Madrid, 1989.
- R.H. von Bissing, La tierra del oro ardiente. Madrid, Bruño, 1989.
- Frank Lentricchia, Después de la Nueva Crítica (After the New Criticism). Madrid, Visor, 1990.
- Murray Krieger, Teoría de la crítica (Theory of Criticism). Madrid, Visor, 1991.
- Kurt Vonnegut, Birlibirloque (Hocus Pocus). Madrid, Alfaguara, 1991.
- Nicholson Baker, Vox. Madrid, Alfaguara, 1992.
- Macdonald Harris, La maleta de Hemingway (Hemingway's Suitcase). Madrid, Alfaguara, 1992.
- Anthony Burgess, Ya viviste lo tuyo (You've Had Your Time). Barcelona, Mondadori, 1993.
- Eric A. Havelock, Prefacio a Platón (Preface to Plato). Madrid, Visor, 1994.
- William Shakespeare, El sueño de una noche de verano, versión para televisión, emitida por Canal + el 25 de diciembre de 1993.
- William Shakespeare, La duodécima noche, versión para televisión, emitida por Canal + el 6 de enero de 1994.
- Philip Roth, Operación Shylock (Operation Shylock). Madrid, Alfaguara, 1996. Nuevas Ediciones de Bolsillo, Madrid, 1005.[1]
- David Remnick, El rey del mundo (King of the World). Madrid, Debate, 2001.
- David Madsen, Memorias de un enano gnóstico (Memoirs of a Gnostic Dwarf). Muchnik, Barcelona, 2001.
- Jonathan Franzen, Las correcciones (The Corrections). Barcelona, Seix-Barral, 2002.
- Philip Roth, Hablando del oficio (Shop Talk). Barcelona, Seix-Barral, 2002.[1]
- Philip Roth, Patrimonio (Patrimony). Barcelona, Seix-Barral, 2003.[1]
- Don DeLillo, Contrapunto (Counterpoint). Barcelona, Seix-Barral, 2004.
- Philip Roth, Zuckerman encadenado (La visita al maestro, La liberación de Zuckerman, La lección de anatomía, La orgía de Praga; The Ghost Writer, Zuckerman Unbound, The Anatomy Lesson, The Prague Orgy). Barcelona, Seix Barral, 2005.[1]
- Steve Barry, La profecía Romanov (The Romanov Prophecy). Barcelona, Seix Barral, 2005.
- Philip Roth, El profesor del deseo (The Professor of Desire). Barcelona, RandomHouse, 2007.[1]
- Philip Roth, La contravida (The Counterlife). Barcelona, Seix Barral, 2007.[1]
- Philip Roth, Goodbye, Columbus. Barcelona, Seix Barral, 2007.[1]
- Lydia Kwa, The Walking Boy (sin título español). Seix Barral, publicación aplazada.
- Philip Roth, El mal de Portnoy (Portnoy’s Complaint). Seix Barral, 2007.[1]
- Sam Savage, Firmin. Seix Barral, 2007.
- Don DeLillo, El hombre del salto (Falling Man). Seix Barral, 2007.
- Philip Roth, Our Gang. Mondadori, 2008.[1]
- Philip Roth, Los hechos (The Facts). Seix Barral, 2008.[1]
- Sam Savage, El lamento del perezoso (The Cry of the Sloth). Seix Barral, 2009.
- Philip Pullman, Contra la identidad (Against Identity). Seix Barral, 2010.
- Marilyn Monroe, Fragmentos (Fragments). Seix Barral, 2010.
- Don DeLillo, Punto Omega (Point Omega). Seix Barral, 2010.
- David Mamet, Manifiesto (Theatre). Seix Barral, 2011.
- Don DeLillo, Teatro. Seix Barral, 2011.
- Sam Savage, Cristal (Glass). Seix Barral, 2012.
- Don DeLillo, El ángel Esmeralda (The Angel Esmeralda). Seix Barral, 2012.
- Francis Scott Fitzgerald, El gran Gatsby (The Great Gatsby). Alianza Editorial 2013.
- Horowitz, Derby y Moffett, La historia silenciosa (The Silent History). Seix Barral 2014.
- Boris Johnson, El factor Churchill (The Churchill Factor). Alianza Editorial 2015.
- Edmund de Waal, El oro blanco (The White Road). Seix Barral 2015.
- Sam Savage, El camino del perro (The Way of the Dog). Seix Barral 2016.
- Edith Pearlman, Miel del desierto (Honeydew). Alianza Editorial 2017.
- Omar Saif Ghobash, Carta a un joven musulmán. Seix Barral, 2017.
- Hannah Tinti, Las doce balas de Samuel Hawley (The Twelve Lives of Samuel Hawley). Seix Barral, 2018.
- Daniel Mendelsohn, Una Odisea (An Odyssey). Seix Barral, 2019.
- Jonathan Gornall, Cómo construir una barca (How to Build a Boat). Seix Barral, 2019.
- Eric Lerner, Asuntos de vital interés (Matters of Vital Interest. Alianza Editorial, 2019.
- Salvatore Scibona, El voluntario (The Volunteer. Alianza Editorial, 2021.
- Sophy Roberts, Los últimos pianos de Siberia (The Lost Pianos of Siberia. Srix Barral, 2021.
- John Le Carré, Operación Silverview (Silverview). Seix Barral. 2022.
- John Le Carré, Un espía privado (A Private Spy). Seix Barral. 2023.

#### De otros idiomas
- Ingeborg Bachmann, Cuatro poemas. Madrid, Revista Hiperión, 1986 (con Angelika Steiner).
- Jakob Michael Reinhold Lenz, Los soldados (Die Soldaten), por encargo del Teatro Español de Madrid (1989, con Angelika Steiner). No publicado.
- Joseph Brodsky, Parte del discurso. Barcelona, Versal, 1991 (con Amaya Lacasa).
- Loreta Minutilli, Helena de Esparta (Elena di Sparta). Madrid, Alianza, 2020.

## Premios literarios
- Premio Miguel Labordeta de Poesía por Eres, en 1988.
- Premio Ramón Gómez de la Serna, Villa de Madrid, a la mejor novela en lengua española publicada en 1998 por El año que viene en Tánger (novela).
- Premio Stendhal a la mejor traducción del francés, publicada en 2002, por La sangre negra (Le Sang noir), de Louis Guilloux.
- Premio Fernando Quiñones de Novela 2004, por El último negro.
- Premio Nacional a la Obra de un Traductor en 2016.[2]